# Callyspongia sphaericuslobata
Callyspongia sphaericuslobata är en svampdjursart som först beskrevs av Kazuo Hoshino 1981.  Callyspongia sphaericuslobata ingår i släktet Callyspongia och familjen Callyspongiidae. Inga underarter finns listade i Catalogue of Life.